# Fritz Paulus
Fritz Paulus (* 1918 in Landsberg am Lech; † 1982) war ein Landsberger Maler.

## Leben
Erste Aquarelle und Ölbilder von Fritz Paulus entstanden zwischen 1935 und 1938, die in Rosenheim ausgestellt wurden. Ab 1945 wurde er Mitglied der Künstlergilde Landsberg/Ammersee und beteiligte sich an den jährlichen Ausstellungen. Im Jahr 1947 war Paulus Schüler von Prof. Albert Stagura (1866–1947) und Ludwig von Schlieben.
Im Jahr 1948 hatte er eine Viererausstellung im Rathaus Landsberg am Lech (mit Adolf Reidel, Schmals, Ida Spring-Schmitt). Ab 1948 war Paulus ein Mitglied der Künstlergemeinschaft „Die Frauenwörther“ auf Frauenchiemsee und beteiligte sich an den jährlichen Ausstellungen auf der Fraueninsel. 1951 hatte Paulus eine Ausstellung in Hamburg und 1952 Ausstellungen bei Hanfstaengel in München sowie eine Kollektionsausstellung in der Galerie Schöninger in München. Im selben Jahr unternahm er eine Reise nach Ostfriesland und hielt sich für einige Zeit auf den Inseln auf. Im Jahr 1953 folgte eine Ausstellung in Den Haag. Zwischen 1953 und 1955 schloss Paulus einige Aufenthalte in Italien an, bis er 1955 eine Kollektionsausstellung im Kunstsalon Emmer in Karlsruhe hatte. Ab 1957 beteiligte sich Paulus ständig an den Ausstellungen im Pavillon im alten Botanischen Garten München.
Im Jahr 1962 unternahm er eine Studienreise nach Italien und 1963 in die Tschechoslowakei. 1965 hatte Paulus eine Kollektionsausstellung im Bauzentrum München und 1967 eine Ausstellung in der Galerie Hausmann in Augsburg. Von 1972 bis 1977 folgten mehrere Aufenthalte in Griechenland, bis er 1977, 1978 und 1980 Kollektionsausstellungen in der Galerie Huber in Landsberg am Lech, im Deutschen Patentamt und in der ständigen Kunstausstellung der Krauss-Maffei AG hatte. Ein Jahr später, 1981, folgte eine Ausstellung in der Hofgartengalerie in München.

## Werk
Er malte vornehmlich in Öl, seine Sujets sind Seelandschaften und Häfen. 1960 entwickelte er ein Verfahren zur Herstellung von Tafelbildern – zu dieser Zeit erfolgte sein Übergang zur gegenstandslosen Malerei. Seine zahlreichen Studienreisen ins Ausland beeinflussten seine Motive wie auch seinen Stil. Unzählige Ausstellungen, vor allem in München, machen ihn zu einem erwähnenswerten Maler der Münchner Kunstszene.